# Te Ariki Falls
Die Te Ariki Falls sind ein Wasserfall bislang nicht ermittelter Fallhöhe in der Kaimai Range der Region Waikato auf der Nordinsel Neuseelands. Im Gebiet der Ortschaft Okauia im Matamata-Piako District liegt er im Lauf des Waiteariki Stream, der wenige Kilometer hinter dem Wasserfall in westlicher Fließrichtung in den Waihou River mündet. Einige hundert Meter weiter nördlich befinden sich in einem anderen Bachlauf die Wairere Falls.